# Tsidjé
Tsidjé este un oraș în Comore, în  insula autonomă Grande Comore. În 2012 avea o populație de 5256, iar la recensământul din 1991 avea 3461 locuitori.